# UFC Fight Night: Kattar vs. Allen
UFC Fight Night: Kattar vs. Allen（ユーエフシー￼・ファイトナイト：ケイター・バーサス・アレン、別名UFC Fight Night 213、UFC on ESPN+ 71）は、アメリカ合衆国の総合格闘技団体「UFC」の大会の一つ。2022年10月29日、ネバダ州ラスベガスのUFC APEXで開催された。

## 大会概要
本大会はカルヴィン・ケイターとアーノルド・アレンのフェザー級戦が組まれた。

## 試合結果

### プレリミナリーカード
第1試合 139.5ポンド契約 5分3R
○  クリスチャン・ロドリゲス vs.  ジョシュア・ウィームス ×
1R 4:07 アナコンダチョーク
※ウィームスの体重超過によりバンタム級から変更。
第2試合 フライ級 5分3R
○  コーディ・ダーデン vs.  カルロス・モタ ×
3R終了 判定3-0（30-27、29-28、29-28）
第3試合 フェザー級 5分3R
○  スティーブ・ガルシア vs.  チェイス・フーパー ×
1R 1:32 TKO（左フック→パウンド）
第4試合 ミドル級 5分3R
○  パク・ジョンヨン vs.  ジョセフ・ホームズ ×
2R 3:04 リアネイキドチョーク
第5試合 ヘビー級 5分3R
○ マルコス・ホジェリオ・デ・リマ vs.  アンドレイ・アルロフスキー ×
1R 1:50 リアネイキドチョーク
第6試合 ミドル級 5分3R
○  ロマン・ドリーゼ vs.  フィル・ハウズ ×
1R 4:09 KO（スタンドパンチ連打）

### メインカード
第7試合 ライトヘビー級 5分3R
○  カリル・ラウントリー・ジュニア vs.  ダスティン・ジャコビー ×
3R終了 判定2-1（29-28、28-29、29-28）
第8試合 ミドル級 5分3R
○  トレーシアン・ゴア vs.  ジョシュ・フレムド ×
2R 0:49 ギロチンチョーク
第9試合 ヘビー級 5分3R
○  ワルド・コルテス・アコスタ vs.  ジャレッド・バンデラ ×
3R終了 判定3-0（30-27、29-28、29-28）
第10試合 ウェルター級 5分3R
○  マックス・グリフィン vs.  ティム・ミーンズ ×
3R終了 判定2-1（29-28、28-29、30-27）
第11試合 フェザー級 5分5R
○  アーノルド・アレン vs.  カルヴィン・ケイター ×
2R 0:08 TKO（右膝の負傷）

### 各賞
ファイト・オブ・ザ・ナイト：該当無し
パフォーマンス・オブ・ザ・ナイト：トレーシアン・ゴア、ロマン・ドリーゼ、スティーブ・ガルシア、クリスチャン・ロドリゲス
各選手にはボーナスとして5万ドルが授与された。

### カード変更
負傷などによるカードの変更は以下の通り。